# Gens Corfidia
La gens Corfidia fue una familia de la antigua Roma, durante el siglo I a. C. La gens es conocida principalmente por un solo personaje, Lucio Corfidio, un équite, a quien Cicerón mencionó erróneamente en su discurso Pro Ligario (46 a. C.), como uno de los hombres que intercedieron ante Julio César en nombre de Ligario. Después de que se publicó el discurso, se le recordó a Cicerón que Corfidio había muerto antes de que lo enviara. Su regreso a la vida fue el tema de una divertida historia relatada por el anciano Plinio el Viejo.